# Хорошие парни ходят в чёрном
«Хорошие парни ходят в чёрном» (англ. Good Guys Wear Black) — американский художественный фильм 1978 года, поставленный режиссёром Тедом Постом. В главной роли Чак Норрис.

## Сюжет
Джон Т. Букер — бывший боец «Зелёных беретов» во Вьетнаме и член группы, известной как «Чёрные тигры». Однажды он узнаёт, что членов группы начинают убивать. Букер бросает преподавательскую работу в школе и отправляется спасать живых членов группы по всей стране. Убийца оказывается бывшим противником из Вьетнама, майором АРВ Мин Ван Тхиеу, который должен заставить замолчать оставшихся в живых членов группы, вплоть до их представителя, чтобы политик Конрад Морган был избран на выборах. Но слишком поздно, чтобы спасти последнюю жертву в Денвере, Букер убивает убийцу в аэропорту впечатляющим боковым ударом в прыжке через ветровое стекло. Он направляется в Вашингтон и пытается остановить политика, прикинувшись его водителем. В конце разговора политик говорит: «Ты не заслуживаешь смерти, но ты не достоин жить», и бьёт Букера по голове. Лимузин падает в реку, в живых остаётся только Букер.

## В ролях
- Чак Норрис — Джон Т. Букер
- Энн Арчер — Маргарет
- Джеймс Франсискус — Конрад Морган
- Ллойд Хейнс — Мюррей Сондерс
- Дэна Эндрюс — Эдгар Гарольдс
- Джим Бэкус — швейцар
- Лоуренс Кейси — Майк Поттер («Чёрные тигры»)
- Энтони Маннино — Горди Джонс («Чёрные тигры»)
- Аарон Норрис — Эл («Чёрные тигры»)
- Стэк Пирс — Холли Вашингтон («Чёрные тигры»)
- Сун-Тех О — майор Мин Ван Тхиеу

## Даты премьер
Даты приведены в соответствии с данными IMDb.
- США — июнь 1978
- Финляндия — 7 августа 1981
- Норвегия — 28 октября 1983
- Турция — февраль 1984